# Unterseeboot 705
L'Unterseeboot 705 ou U-705 est un sous-marin allemand (U-Boot) de type VIIC utilisé par la Kriegsmarine pendant la Seconde Guerre mondiale.
Le sous-marin fut commandé le 9 octobre 1939 à Hambourg (H. C. Stülcken Sohn) et sa quille fut posée le 11 octobre 1940. Il fut lancé le 13 octobre 1941 et mis en service le 30 décembre de la même année sous le commandement de l'Oberleutnant zur See Karl-Horst Corne.
Il fut coulé en septembre 1942 dans l'Atlantique Nord par l'Aviation britannique.

## Conception
Unterseeboot type VII, l'U-705 avait un déplacement de 769 tonnes en surface et 871 tonnes en plongée. Il avait une longueur totale de 67,10 m, un maître-bau de 6,20 m, une hauteur de 9,60 m et un tirant d'eau de 4,74 m. Le sous-marin était propulsé par deux hélices de 1,23 m, deux moteurs diesel Germaniawerft M6V 40/46 de 6 cylindres en ligne de 1 400 cv à 470 tr/min, produisant un total de 2 060 à 2 350 kW en surface et de deux moteurs électriques Garbe, Lahmeyer & Co. RP 137/c de 375 cv à 295 tr/min, produisant un total 550 kW, en plongée. Le sous-marin avait une vitesse en surface de 17,7 nœuds (32,8 km/h) et une vitesse de 7,6 nœuds (14,1 km/h) en plongée. Immergé, il avait un rayon d'action de 80 milles marins (150 km) à 4 nœuds (7,4 km/h; 4,6 milles par heure) et pouvait atteindre une profondeur de 230 m. En surface son rayon d'action était de 8 500 milles nautiques (soit 15 700 km) à 10 nœuds (19 km/h).
L'U-705 était équipé de cinq tubes lance-torpilles de 53,3 cm (quatre montés à l'avant et un à l'arrière) qui contenait quatorze torpilles. Il était équipé d'un canon de 8,8 cm SK C/35 (220 coups) et d'un canon antiaérien de 20 mm Flak. Il pouvait transporter 26 mines TMA ou 39 mines TMB. Son équipage comprenait 4 officiers et 40 à 56 sous-mariniers.

## Historique
Il passe son temps d'entraînement initial et de formation dans la 5. Unterseebootsflottille jusqu'au 31 juillet 1942, puis il rejoint son unité de combat dans la 6. Unterseebootsflottille.
Il quitte Kiel au départ de sa première patrouille sous les ordres du Kapitänleutnant Horst Kessler le 1er août 1942. Il commence par naviguer en zone GIUK puis fait route vers le sud, dans l'Atlantique. 
Le 15 août 1942, à 550 milles marins (1 020 km) au sud-est de l'Islande, il aperçoit le convoi SC-95, dont le navire marchand américain Balladier. L'U-705 le chasse près de quatre heures en plongée avant de l'attaquer d'une torpille du côté tribord. En feu, le navire disparait des flôts en sept minutes, emportant 14 des 45 membres d'équipage.
En fin de soirée du 23 août 1942, après avoir signalé la position du convoi ONS-122, l'U-705 est localisé et pourchassé par HNoMS Potentilla (sl) et HMS Viscount (D92) (en).
Le 24 août 1942 à 0 h 15, la corvette HNoMS Potentilla retrouve l'U-705 grâce à son radar et l'attaque au canon, le forçant à fuir en immersion. Cinq bombes sont larguées du Viscount et dix du Potentilla, qui le manque ; l'U-705 s'échappe indemne.
Une heure après, dans le même secteur, les deux navires d'escorte localisent l'U-135 et l'attaquent. En deux heures, 57 Grenade anti-sous-marine sont larguées sur les deux sous-marins allemands. L 'HMS Viscount utilise une nouvelle arme : le mortier sous-marin (Hérisson). L'U-705 est endommagé, son tube lance-torpille arrière mis hors de combat.
L'U-705 est coulé le 3 septembre 1942 dans l'Atlantique Nord au nord-ouest du Cap Ortegal à la position 46° 42′ N, 11° 07′ O, par des charges de profondeur d'un avion britannique Armstrong Whitworth Whitleys du No. 77 Squadron RAF (en).
Les 45 membres d'équipage meurent dans cette attaque.

## Affectations
- 5. Unterseebootsflottille du 30 décembre 1941 au 31 juillet 1942 (Période de formation).
- 6. Unterseebootsflottille du 1er août 1942 au 3 septembre 1942 (Unité combattante).

## Commandement
- Kapitänleutnant Karl-Horst Horn du 30 décembre 1941 au 3 septembre 1942.

## Patrouille
|       | Commandant             | Départ        | Départ | Arrivée          | Arrivée | Jours    | Succès  |
| ----- | ---------------------- | ------------- | ------ | ---------------- | ------- | -------- | ------- |
| 1     | Kptlt. Karl-Horst Horn | 1er août 1942 | Kiel   | 3 septembre 1942 | Coulé   | 34 jours | 3 279   |
| Total | Total                  | Total         | Total  | Total            | Total   | 34 jours | 3 279 t |

Notes : Kptlt. = Kapitänleutnant

### Opérations Wolfpack
L'U-705 opéra avec les Wolfpacks (meute de loups) durant sa carrière opérationnelle.
- Lohs (11-26 août 1942)

## Navire coulé
L'U-705 coula 1 navire marchand de 3 279 tonneaux au cours de l'unique patrouille (34 jours en mer) qu'il effectua.
| Date         | Nom       | Nationalité | Tonnage | Convoi | Fait  | Localisation         |
| ------------ | --------- | ----------- | ------- | ------ | ----- | -------------------- |
| 15 août 1942 | Balladier | USA         | 3 279   | SC-95  | Coulé | 55° 23′ N, 24° 32′ O |